# The Violet Tribe
The Violet Tribe (kurz: TVT) ist ein Underground-Music-and-Bellydance-Projekt aus Nordrhein-Westfalen. Charakteristisch ist die Kombination akustischer und visueller Elemente; Musik, Texte und Tanz sind gleichwertige und konstitutive Bestandteile des zugrundeliegenden Konzepts.

## Geschichte
The Violet Tribe wurde 2009 von Bianca Stücker /Cinnamon Star (Gesang, Synthesizer, Hackbrett, Rauschpfeifen, Blockflöten, Cembalo, Percussion, Performance) gegründet. Die Namensgebung bezieht sich auf die durch historische und historisierende Stile inspirierte Band Violet, in der sie gemeinsam mit Oliver Pietsch /Dr. P (E-Gitarre, Akustik-Gitarre, Rauschpfeifen, Percussion) seit 1999 aktiv ist, sowie auf die Tanzstile Tribal und Tribal Fusion. Ausschlaggebend für die Projektgründung war die Idee, nicht nur Musik für die Tribal- und Tribal-Fusion-Szene zu produzieren, sondern die Tänzerinnen in die Entstehung und Präsentation der Musik einzubeziehen. Oliver Pietsch ist das einzige Mitglied, das „nur“ musiziert.
Lily Dux / Miss Lily Qamar (Performance, Hackbrett, Gesang, Percussion) hatte vor der Bandgründung bereits bei Violet als Gasttänzerin mitgewirkt, wenig später stießen Mariam-Ala Rashi (Performance, Percussion) und Svenja Pein / Henneth Annun (Performance, Gesang, Gitarre, Percussion) dazu. Svenja Niedergriese / Svahara Aicanár (Performance, Gesang, Duduk, Monochord, Erhu, Percussion) und Arzo Renz (Performance, E-Bass, Percussion) komplettierten die Gründungsbesetzung.
Im Februar 2010 erschien das von Bianca Stücker produzierte Debütalbum The Violet Tribe’s Ravishing Collection of Curios, auf dem neben Lars Kappeler (E-Bass) und Christoph Kutzer (Cello) ergänzend einige Violet-Musiker mitwirkten (Markus Bosser (Violine), Rainer Janßen (Sackpfeife), Daniel Wirtz (Schlagzeug) und Gurbet Albayrak (Saz)). Die Choreographien werden von den jeweiligen Tänzerinnen erstellt, für den Großteil der Gruppenchoreographien ist Svenja Niedergriese verantwortlich.
Die „allerzweite“ (Bianca Stücker) Show des Projekts fand 2010 beim Wave Gotik Treffen im Schauspielhaus in Leipzig statt, im gleichen Jahr gastierten The Violet Tribe bei der Castle Party im polnischen Bolków. Nach weiteren Konzerten und Festivals mit Bands wie Qntal, Coppelius, Persephone oder Bacio di Tosca wurde im Sommer 2011 das zweite Studioalbum Grand Hotel veröffentlicht. Während das Debüt ein akustisch-visuelles „Kuriositätenkabinett“ darstellte, bildete ein phantastisch-gespenstisches Hotel den Rahmen für das zweite Album. Die Gruppe sammelte Themen, die Bianca Stücker musikalisch umsetzte. Die zugehörige Live-Show ist einer „Führung“ durch das fiktive Hotel nachempfunden.
Für den Titel Starry Night drehten The Violet Tribe ein Video im Schloss Herten, mitgewirkt hat hier u. a. Mark Benecke. 
Nach einer Reihe von Konzerten in Deutschland und den Niederlanden, wurden TVT im Mai 2012 zum „Tribal Fest“ in Sebastopol (Kalifornien), der ältesten und größten Tribal-Veranstaltung, eingeladen.

## Stil
Die Diversität der verarbeiteten Stile rekurriert auf die Tribal- und Tribal-Fusion-Szene, die aus einem sehr heterogenen musikalischen Repertoire schöpft. So fließen in die Musik des Violet Tribe Weltmusik-, Electronic-, Jazz-, Folk-, Burlesque- und Steampunk-Anleihen ein, zusätzlich werden Elemente aus Mittelalter, Renaissance, Barock und Romantik verarbeitet. 
Auf der Textebene ist die Verwendung verschiedener Sprachen und historischer Vorlagen charakteristisch. 
Musik, Choreographien und Kostüme bilden für jedes Stück eine stilistische Einheit.

## Musikvideos
- The Steam Song (2010)
- Starry Night (2011)
- Starry-Night-Making-of (2011, gefilmt von Mark Benecke, produziert von Visionary Moments)

## Diskografie
- 2010: The Violet Tribe’s Ravishing Collection of Curios (Équinoxe Records / Nova MD)
- 2011: Grand Hotel (Équinoxe Records / Nova MD)